# Acord de Cartagena
L'Acord de Cartagena, signat en Cartagena d'Índies (Colòmbia) el 26 de maig de 1969 i pel qual es crea la Comunitat Andina, expressa que té com objectes:
1. Promoure el desenvolupament equilibrat i harmònic dels Països Membres en condicions d'equitat, mitjançant la integració i la cooperació econòmica i social.
2. Accelerar el seu creixement i la generació d'ocupació.
3. Facilitar la seua participació en el procés d'integració regional, amb la intenció de la formació gradual d'un mercat comú llatinoamericà.
4. Disminuir la vulnerabilitat externa i millorar la posició dels Països Membres en el context econòmic internacional.
5. Enfortir la solidaritat subregional i reduir les diferències de desenvolupament existents entre els Països Membres.